# Флуорорганічні сполуки
Фто́рорганíчні сполýки — продукти заміщення в різних органічних сполуках атомів водню фтором. На основі фторорганічних сполук отримані негорючі термостійкі і неокислювальні змащувальні оливи, гідравлічні рідини, пластичні маси (тефлон), термостійкі каучуки (флуорокаучук), покриття, вогнегасні речовини, матеріали для електричного устаткування, нетоксичні холодоагенти (фреони), інсектициди і фунгіциди. На основі фторорганічних сполук виготовляються нові матеріали, наприклад, для медицини — штучні судини, клапани для серця, замінники крові (точніше еритроцитів — перфторани або інші класи перфторованих органічних сполук, що добре розчиняють кисень та вуглекислоту).